# Студенецкие Выселки (посёлок)
Студенецкие Выселки — поселок в Венёвском районе Тульской области в составе Центрального сельского поселения.

## География
Деревня находится в северо-восточной части Тульской области на расстоянии приблизительно 17 км на север-северо-запад от города Венёв, административного центра района.

## История
В 1859 году здесь (деревня Выселки Венёвского уезда Тульской губернии) было учтено 9 дворов, в 1926 (уже выселки Студенецкие) — 35, перед Великой Отечественной войной — 24.

## Население
Постоянное население деревни составляло 113 человек (1859 год), 185 (1926 год), 7 (русские 100 %) в 2002 году, 5 в 2010.